# Piotr Ceglarz
Piotr Ceglarz (ur. 29 czerwca 1992 w Bielsku-Białej) – polski piłkarz występujący na pozycji pomocnika w Ruchu Chorzów.

## Kariera piłkarska
Ceglarz jest wychowankiem Podbeskidzia Bielsko-Biała. Następnie występował w SMS Bielsko-Biała i Rekordzie Bielsko-Biała. W 2010 jako zawodnik Śląska Wrocław rozegrał siedem spotkań w rozgrywkach Młodej Ekstraklasy. W sierpniu 2010 został wypożyczony na rok do II-ligowego wówczas Rakowa Częstochowa, gdzie miał zastąpić kontuzjowanego Artura Lenartowskiego. W barwach Rakowa zadebiutował 7 sierpnia 2010 w meczu przeciwko Elanie Toruń. Początkowo Ceglarz występował jako pomocnik, jednak po odejściu do Górnika Zabrze Mateusza Zachary przed wznowieniem rundy wiosennej sezonu 2010/2011, został przesunięty na pozycję napastnika.
W lipcu 2011 został piłkarzem Bruk-Bet Termaliki Nieciecza. W sezonie 2011/2012 w rozgrywkach I-ligowych zdobył jednego gola w meczu z Kolejarzem Stróże, a w rundzie jesienniej kolejnego sezonu w szesnastu ligowych meczach strzelił trzy bramki, w tym zwycięską w spotkaniu z Okocimskim Brzesko. W marcu 2013 otrzymał powołanie do reprezentacji Polski U-20 na mecz z Włochami, w którym rozegrał pełne 90 minut. Jako zawodnik Bruk-Bet Termaliki podczas trzech sezonów występów zanotował w sumie 64 mecze, biorąc pod uwagę zarówno rozgrywki ligowe i pucharowe, strzelając siedem bramek. W lipcu 2014 podpisał dwuletni kontrakt z GKS-em Katowice, jednak po roku odszedł do Pogoni Siedlce. W przerwie zimowej sezonu 2015/2016 przeszedł do II-ligowego Nadwiślana Góra. W sezonie 2016/2017 występował w Polonii Bytom, a we wrześniu 2017 został zawodnikiem Stali Rzeszów, z którą rok później podpisał dwuletni kontrakt z opcją przedłużenia. 8 sierpnia 2019 umowa ta jednak został rozwiązana za porozumieniem stron.
9 sierpnia 2019 został piłkarzem Motoru Lublin. W pierwszym sezonie występów w Motorze uzyskał awans do II ligi. Trzy lata później zaliczył kolejny awans, a w półfinale baraży o I ligę, w wyjazdowym meczu z Kotwicą Kołobrzeg, zdobył wyrównującą bramką w doliczonym czasie gry, doprowadzając do dogrywki. Ostatecznie Motor wygrał z Kotwicą 2:1, jednak Ceglarz nie mógł wystąpić w meczu finałowym ze Stomilem Olsztyn z powodu nadmiaru żółtych kartek. 2 czerwca 2024 w wyjazdowym, finałowym meczu barażowym przeciwko Arce Gdynia, w trzeciej minucie doliczonego czasy gry zaliczył asystę do Mbaye’a Jacquesa Ndiaye, którego gol zdecydował o awansie Motoru do ekstraklasy po 32 latach. W sezonie 2023/2024 Ceglarz wystąpił we wszystkich oficjalnych meczach Motoru i był najlepszym strzelcem zespołu w tamtych rozgrywkach, a w 38 meczach, które rozegrał, zdobył 12 bramek i zanotował 8 asyst. 
18 lipca 2024 podpisał nowy, dwuletni kontrakt z Motorem. Debiut w ekstraklasie zaliczył trzy dni później w meczu z Rakowem Częstochowa. Swoją pierwszą bramkę w ekstraklasowych rozgrywkach zdobył w wyjazdowym, wygranym 2:0 spotkaniu z Lechią Gdańsk.
26 czerwca 2025 został zawodnikiem Ruchu Chorzów, z którym podpisał kontrakt obowiązujący do 30 czerwca 2027.

## Statystyki
(aktualne na 7 grudnia 2024)
| Klub                         | Sezon     | Liga        | Liga  | Liga   | Puchar Polski | Puchar Polski | Suma  | Suma   |
| Klub                         | Sezon     | Liga        | Mecze | Bramki | Mecze         | Bramki        | Mecze | Bramki |
| ---------------------------- | --------- | ----------- | ----- | ------ | ------------- | ------------- | ----- | ------ |
| Raków Częstochowa            | 2010/2011 | II liga     | 28    | 0      | 0             | 0             | 28    | 0      |
| Raków Częstochowa            | Ogólnie   | Ogólnie     | 28    | 0      | 0             | 0             | 28    | 0      |
| Termalica Bruk-Bet Nieciecza | 2011/2012 | I liga      | 15    | 1      | 0             | 0             | 15    | 1      |
| Termalica Bruk-Bet Nieciecza | 2012/2013 | I liga      | 32    | 4      | 1             | 0             | 33    | 4      |
| Termalica Bruk-Bet Nieciecza | 2013/2014 | I liga      | 15    | 2      | 1             | 0             | 33    | 4      |
| Termalica Bruk-Bet Nieciecza | Ogólnie   | Ogólnie     | 62    | 7      | 2             | 0             | 64    | 7      |
| GKS Katowice                 | 2014/2015 | I liga      | 26    | 0      | 0             | 0             | 26    | 0      |
| GKS Katowice                 | Ogólnie   | Ogólnie     | 26    | 0      | 0             | 0             | 26    | 0      |
| Pogoń Siedlce                | 2015/2016 | I liga      | 12    | 0      | 0             | 0             | 12    | 0      |
| Pogoń Siedlce                | Ogólnie   | Ogólnie     | 12    | 0      | 0             | 0             | 12    | 0      |
| Nadwiślan Góra               | 2015/2016 | II liga     | 13    | 2      | 0             | 0             | 13    | 2      |
| Nadwiślan Góra               | Ogólnie   | Ogólnie     | 13    | 2      | 0             | 0             | 13    | 2      |
| Polonia Bytom                | 2016/2017 | II liga     | 28    | 4      | 2             | 0             | 30    | 4      |
| Polonia Bytom                | Ogólnie   | Ogólnie     | 28    | 4      | 2             | 0             | 30    | 4      |
| Stal Rzeszów                 | 2017/2018 | III liga    | 26    | 5      | 0             | 0             | 26    | 5      |
| Stal Rzeszów                 | 2018/2019 | III liga    | 30    | 8      | 0             | 0             | 30    | 8      |
| Stal Rzeszów                 | Ogólnie   | Ogólnie     | 56    | 13     | 2             | 0             | 56    | 13     |
| Motor Lublin                 | 2019/2020 | III liga    | 14    | 3      | 0             | 0             | 14    | 3      |
| Motor Lublin                 | 2020/2021 | II liga     | 35    | 5      | 0             | 0             | 35    | 5      |
| Motor Lublin                 | 2021/2022 | II liga     | 33    | 5      | 2             | 0             | 35    | 5      |
| Motor Lublin                 | 2022/2023 | II liga     | 33    | 5      | 4             | 0             | 37    | 5      |
| Motor Lublin                 | 2023/2024 | I liga      | 36    | 12     | 2             | 0             | 38    | 12     |
| Motor Lublin                 | 2024/2025 | Ekstraklasa | 15    | 4      | 1             | 0             | 16    | 4      |
| Motor Lublin                 | Ogólnie   | Ogólnie     | 166   | 34     | 9             | 0             | 175   | 34     |